# Каваццо-Карнико
Каваццо-Карнико (итал. Cavazzo Carnico) — коммуна в Италии, располагается в регионе Фриули-Венеция-Джулия, в провинции Удине.
Население составляет 1105 человек (2008 г.), плотность населения составляет 30 чел./км². Занимает площадь 38 км². Почтовый индекс — 33020. Телефонный код — 0433.
Покровителем населённого пункта считается святой Рох.

## Демография
Динамика населения:

## Администрация коммуны
- Официальный сайт: http://www.comune.cavazzocarnico.ud.it/ Архивная копия от 20 марта 2022 на Wayback Machine